# クレティアン・ド・トロワ

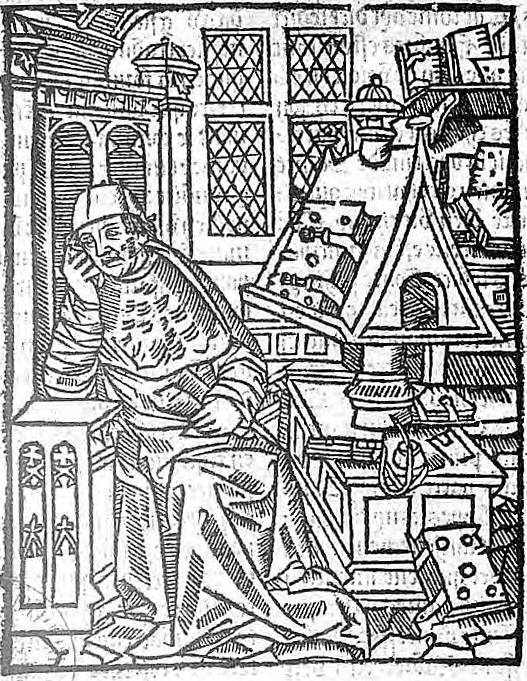
クレティアン・ド・トロワ

クレティアン・ド・トロワ（Chrétien de Troyes）は12世紀後半のフランスの詩人。騎士道物語（ロマンス）をうたうトルヴェール（吟遊詩人）として評判を博している。
彼の生涯に関してはほとんど知られていないが、フランス北部シャンパーニュ地方の首都トロワ（Troyes）の出身と思われる。少なくともシャンパーニュ地方の生まれであることは確実とされる。彼は1160年から1181年までの間、シャンパーニュ伯アンリ1世の夫人でフランス王ルイ7世とアリエノール・ダキテーヌの娘、マリー・ド・シャンパーニュのパトロネジを受けて宮廷に仕えた。
クレティアンのアーサー王をうたった物語詩は、中世ヨーロッパ文学の最良の成果といえる。また、彼の詩がアーサー王物語や聖杯伝説の変容と普及に果たした役割は非常に大きい。

## 作品
8音節の対句で韻を踏んだ（平韻8音綴）、5つの主要な物語詩が良く知られている。
- エレックとエニード（Erec and Enide、英語版） 1170年ごろ[2][3]
- クリジェス（Cligès） 1176年ごろ[2][3]
- イヴァンまたは獅子の騎士（Yvain, le Chevalier au Lion） 1177年から1181年（または1179年）の間に成立[2][3]
- ランスロまたは荷車の騎士（Lancelot, le Chevalier de la Charrette） 1177年から1181年（または1179年）の間に、上記の作品と並行して成立[2][3]
- ペルスヴァルまたは聖杯の物語（Perceval, le Conte du Graal） 1181年から1190年に書かれ、未完のまま終わる

最後の騎士道物語、『聖杯の騎士ペルスヴァル』は、彼が晩年に仕えていたフランドル伯フィリップのために作られた。彼は9,000行を書き上げたところで終わり、様々な才能の4人の後継者達が続きとなる計54,000行（「4つの続編」として知られる）を書き加えた。同様に、『ランスロ』の最後の1,000行はクレティアンの書記であったゴドフロワ・ド・レイニ（英語版）が書き、クレティアンが編集している。『ペルスヴァル』の場合はある続編執筆者が「詩人は死のために物語を完成させることができなかった」と書いているが、『ランスロ』の場合はクレティアンが最後を書かなかった理由は不明である。結婚生活の愛を描くことにかけては中世文学最高の作家であったクレティアンには、『ランスロ』におけるグィネヴィアとランスロの姦通についての題材をどうしても書くことができなかったという憶測もある。
その他、2編の小さな詩が彼の作に帰せられている。信心深い内容の物語、『ギヨーム・ダングレテール（Guillaume d'Angleterre、イングランドのウィリアム）』（フランス語版）は彼の作品とされていたが疑問も多い。もう一つはオウィディウスの『変身物語』に基づく彼の4つの有名な詩のうち唯一現存する『ピロメナ（Philomena）』である。『クリジェ』の序文ではクレティアンはオウィディウスの翻訳について特筆し、さらにコーンウォールのマルク王やイゾルデについての彼の詩についても述べている。イゾルデとはおそらくトリスタンとイゾルデの伝説のことであろうが、トリスタンについて触れていないことは興味深い。

## クレティアンの使った資料
彼の書いた物語のもととなる一次資料や内容を特定できる資料について、多くの研究者が興味を示してきたが、彼の情報源は今も分からない。彼は自分の使った一次資料について非常に漠然とした方法で述べており、物語の中にケルト系の伝承の影響が簡単に見て取れるにもかかわらず、彼がそういった資料を所持していたという証拠はない。ジェフリー・オブ・モンマスやワースの書いた詩や物語には登場人物の幾人かが出てくるが、両者ともクレティアンの物語で重要な役割を果たすエレック（（英語版））、ランスロ、グルネマンツ（（英語版）)）らについては触れていない。今では失われたラテン語やフランス語による物語の原本について推測したり、ケルトに源を発するヨーロッパ大陸の伝承について推測せざるを得ない状態である。同様の問題は1150年ごろに活躍しトリスタン伝説をうたったノルマン人の詩人、ベルールの研究者も直面している。クレティアンの5つの物語は、一人の作家の作品でありながらフランス騎士道の理想についてもっとも完璧な表現を実現した。

## 影響
クレティアンの書いた物語は非常な人気を博したため、その写本や他言語への翻訳版が非常に多く残っている。中高ドイツ語文学の最高の例のうちの三つ、ヴォルフラム・フォン・エッシェンバッハの『パルチヴァール』、ハルトマン・フォン・アウエの『イーヴァイン』『エーレク』はクレティアンのペルスヴァル、イヴァン、エレックを基にしている。またマビノギオンに関わる三つのウェールズのロマンス（『エヴラウグの息子、ペレディル（Peredur son of Efrawg）』、『ゲライントとイーニッド（Geraint and Enid）』、および『泉の婦人(Owain, or the Lady of the Fountain)』）も同じ三人組から由来していると思われる。しかし、特に『ペレディル』の場合、ウェールズの叙事詩とその元となる詩との関係はおそらく直接ではなく、満足に説明されたことはない。
クレティアンはまた、今日に至るまでおなじみになっている主題、すなわち『ペルスヴァル』での聖杯、および『ランスロ』でのグィネヴィアとランスロットの禁断の恋について言及した、最初の作家として特筆すべき存在である。
12世紀のフランスの物語詩人には、自分の作品を引き出すための三つのカテゴリの題材、主題があった。一つは「フランスの話材」、または祖国についての伝説で、特にロンスヴォーの戦いにおけるローランの最後の戦い（ローランの歌参照）が、シャルルマーニュの宮廷をめぐる他の伝説同様人気が高かった。もう一つは「ローマの話材」、またはギリシア神話・ローマ神話を基にしたもので、テーバイの戦士、アレクサンドロス大王、トロイア戦争、英雄アイネイアスなどを題材とした。最後が「ブルターニュもの」で、主にジェフリー・オブ・モンマスによって広められたアーサー王の物語やウェールズやブルターニュなどブリトン系地域の伝承に基づくものだった。ブリテンの主題に文学的関心を持ち、それをフランスの読者の嗜好に合うよう脚色したのはクレティアンの功績だった。また、どこか粗野だった民衆の伝承を磨き上げ優雅なものにし、今日の文学ではアーサー王伝説と切り離せなくなった優雅さを加えたのも彼の功績だった。

### 日本語文献
- 『クレティアン・ド・トロワ『獅子の騎士』 - フランスのアーサー王物語』 菊池淑子 訳、平凡社、1994年11月。ISBN 978-4-582-33317-6
- ジャン・フラピエ（ドイツ語版）著 『アーサー王物語とクレチヤン・ド・トロワ』 松村剛 訳、朝日出版社、1988年12月。ISBN 978-4-255-88040-2
- 渡邉浩司 著『クレチアン・ド・トロワ研究序説 - 修辞学的研究から神話学的研究へ』 中央大学出版部〈中央大学学術図書 54〉、2002年12月。ISBN 978-4-8057-5148-0

### 非日本語文献
- Jean Frappier, "Chrétien de Troyes" in Arthurian Literature in the Middle Ages, Roger S. Loomis (ed.). Clarendon Press: Oxford University. 1959. ISBN 0198115881
- Jean Frappier, _Chrétien de Troyes: The Man and His Work_. Translated by Raymond J. Cormier. Athens, Ohio: Ohio University Press, 1982. <An authorized translation of the second French edition, 1968, with introduction, expanded notes, enlarged updated bibliography, and index by the translator; has been cited in more than 150 scientific books/papers since its publication; cited in extenso in _Classical and Medieval Literature Criticism_, 1993.>
- Idris Llewelyn Foster, "Gereint, Owein and Peredur" in Arthurian Literature in the Middle Ages, Roger S. Loomis (ed.). Clarendon Press: Oxford University. 1959.
- Albert W. Thompson, "The Additions to Chrétien's Perceval" in Arthurian Literature in the Middle Ages, Roger S. Loomis (ed.). Clarendon Press: Oxford University. 1959
- Karl D. Uitti, Chrétien de Troyes Revisited, Twain: New York, 1995. ISBN 0805743073
- プロジェクト・グーテンベルクに William Wistar Comfort による4作品の英訳テキスト[4]が収録されている。収録されているテキストはエレックとエニード、クリジェス、イヴァンまたは獅子の騎士、ランスロまたは荷車の騎士である。

## 注・出典
1. 1 2  『クレティアン・ド・トロワ『獅子の騎士』 - フランスのアーサー王物語』 菊池淑子 訳、平凡社、1994年11月。ISBN 978-4-582-33317-6、185～187頁
2. 1 2 3 4 5 6  ジャン・フラピエ（ドイツ語版）著 『アーサー王物語とクレチヤン・ド・トロワ』 松村剛 訳、朝日出版社、1988年12月。ISBN 978-4-255-88040-2、12～17頁
3. 1 2 3 4  『クレティアン・ド・トロワ『獅子の騎士』 - フランスのアーサー王物語』 菊池淑子 訳、平凡社、1994年11月。ISBN 978-4-582-33317-6、196～200頁
4. ↑  Four Arthurian Romances by active 12th century de Troyes Chrétien HTML

## 関連書籍
- 渡邉浩司著、「クレチアン・ド・トロワ」、『フランス中世文学を学ぶ人のために』、世界思想社、pp.53-62. ISBN 978-4-7907-1229-9
- 田中仁彦著、『ケルト神話と中世騎士物語』、中央公論社　1995、pp.190-226. ISBN 4-12-101254-2  (中公新書 1254)